# THX JHN
THX JHN is het derde album van de Nederlandse band Johan.

## Opnamen
Na het succes van Pergola viel er een lange stilte rond Johan. Terwijl de band overal gevierd werd, kampte songschrijver Jacob De Greeuw met depressies. In 2004 stapten ook nog Diederik Nomden en Wim Kwakman, een van de beste vrienden van De Greeuw en bandlid van het eerste uur, uit de band. Zij werden vervangen door Maarten Kooijman, die als live-gitarist al met de band speelde, en Jeroen Kleijn.
De opnames met de nieuwe bezetting verliepen stroef en werden meerdere keren afgebroken. Pas toen De Greeuw begin 2005 verhuisde van Hoorn naar Amsterdam begon er schot te komen in de opnames. Eind 2005 hield de band enkele try-outconcerten en op 20 februari 2006 maakte de band bekend dat er een releasedatum gesteld was voor het album.
Op 22 mei 2006 lag de plaat, die de titel THX JHN had meegekregen, in de winkel. Naast een cd-versie met 14 tracks was er ook een vinylversie met 11 tracks. De plaat werd vergezeld door de single Oceans. In augustus bracht de band het nummer Walking away, gelijktijdig op cd-single, vinylsingle en dvd uit. In november verscheen ten slotte de laatste single van het album She's got a way with men.
Op de voorkant van de cd prijkt Marta Tura, een Argentijnse Johanfan uit Antofagasta de la Sierra, die eens meer dan 11 duizend kilometer reisde om de band te kunnen zien. De band droeg het album aan haar op en aan alle andere Johanfans in de wereld.

## Muzikanten
- Jacob de Greeuw - zang, gitaar en keyboard
- Maarten Kooijman - gitaar, keyboard, piano, zang en sitar
- Diets Dijkstra - basgitaar en zang
- Jeroen Kleijn - drums en percussie

## Tracklist
1. Coming in from the cold
2. Oceans
3. Walking away
4. She's got a way with men
5. Reader takes a stand
6. Tonight
7. When I'm on my own
8. Any other guy
9. Out of reach
10. Staring at the sun
11. You know

## Hitlijsten
| Album met eventuele hitnotering(en) in de Nederlandse Album Top 100 | Datum van verschijnen | Datum van binnenkomst | Hoogste positie | Aantal weken | Opmerkingen |
| ------------------------------------------------------------------- | --------------------- | --------------------- | --------------- | ------------ | ----------- |
| THX JHN                                                             | 22-05-2006            | 27-05-2006            | 13              | 20           |             |